# Grevillea armigera
Grevillea armigera är en tvåhjärtbladig växtart som beskrevs av Meissn.. Grevillea armigera ingår i släktet Grevillea och familjen Proteaceae. Inga underarter finns listade i Catalogue of Life.